# Mirepoix

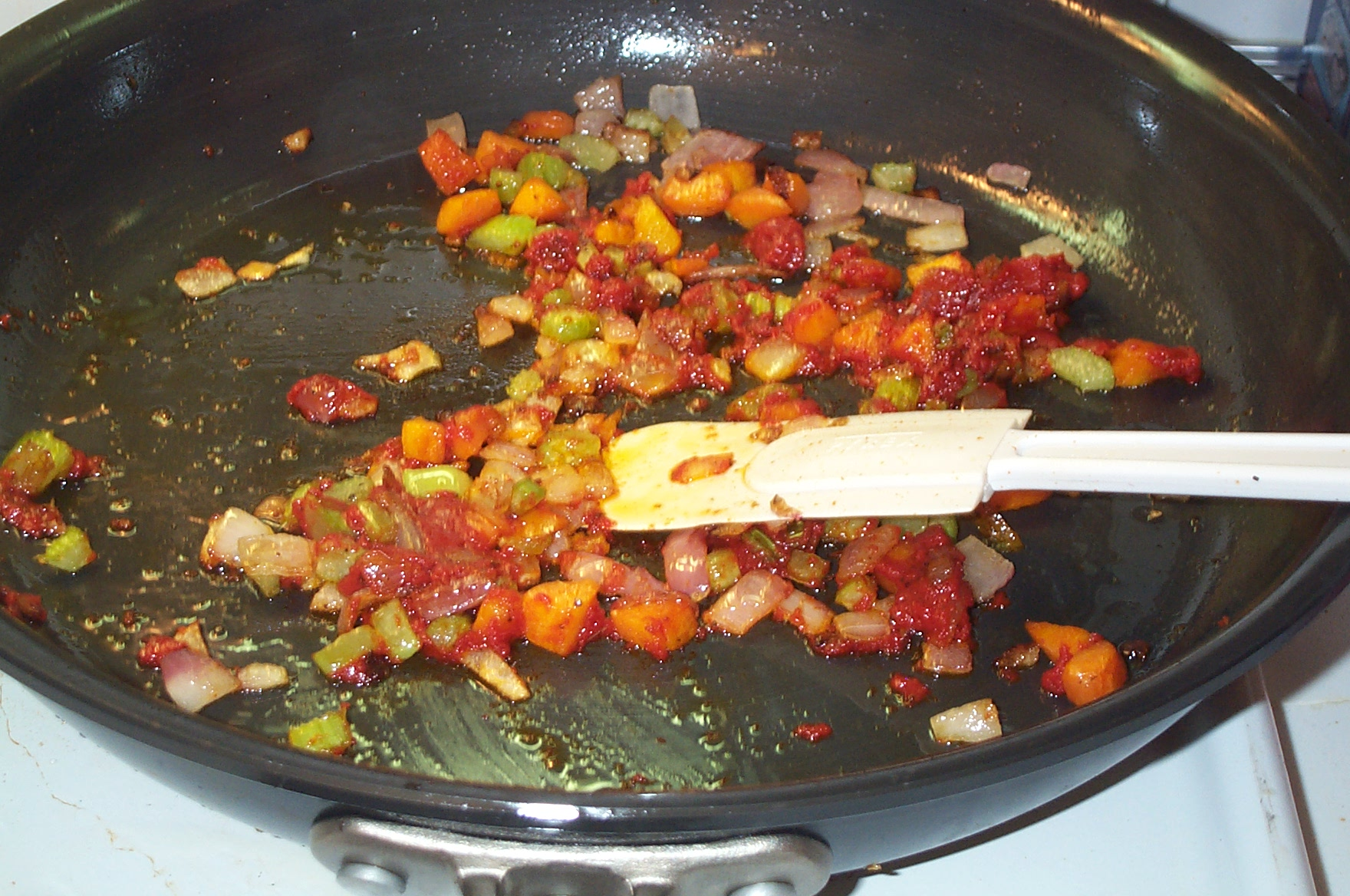
Tomatisiertes Röstgemüse, eine typische Verwendung des Mirepoix als Vorstufe zum soffritto zur Herstellung von Saucen.

Der Begriff Mirepoix entstammt der französischen Küche und ist dort die aromatische Grundlage für eine Vielzahl unterschiedlicher Gerichte. Es beschreibt eine Gemüsemischung aus gleichmäßig in kleine Würfel geschnittenem Wurzelgemüse, meist Karotten, Sellerie und Zwiebeln aber auch Wurzelpetersilie oder Paprika in der kreolischen Küche.
Je kleiner die Gemüse beim Mirepoix geschnitten werden, desto intensiver ist das Aroma, weil mehr Oberfläche vorhanden ist.
Die Gemüse werden in Fett – meist Butter oder Olivenöl – angeschwitzt, um Süße und Aroma zu erreichen. Anders als beim italienischen soffritto oder dem deutschen Röstgemüse, bei dem durch Anrösten und Bräunen des Gemüses die Maillard-Reaktion beginnt und Röststoffe entstehen, wird das Gemüse beim Mirepoix nicht gebräunt, sondern nur gegart.
Es bildet damit die Aromabasis für vielerlei Gerichte und ist die Vorstufe, um im nächsten Schritt der Zubereitung von Schmorgerichten, Suppen und Saucen zu dienen.
Der Name stammt von Gaston Pierre de Lévis, Herzog von Mirepoix (1699–1757), Marschall von Frankreich 1757 unter Ludwig XV., dessen Koch diese Methode erstmals dokumentiert anwandte.